# 学习迁移
学习迁移是由桑代克和伍德沃思在1901年所引进的理论。他们探究个体一个概念的学习如何对具有类似特征的另一个概念的学习产生迁移。他们的理论含示，学习迁移的发生，取决于学习任务和迁移任务的同一性，又称为'共同要素'。学习迁移与 问题解决之间有密切的关联，因为学习迁移通常发生于先前知识应用于解决新情境下的问题（奥姆罗德，2004）。

## 迁移的类型
帕金斯和所罗门（1992）详细描述了学习迁移的不同类型，描述了这些概念，以及正向迁移与负向迁移之间、近迁移与远迁移之间的区别。下表介绍不同类型的迁移，改编自舒克（2004年，第220页）。 
| 类型                 | 特征                                                  |
| -------------------- | ----------------------------------------------------- |
| 近迁移               | 情境发生交迭，原始概念与迁移概念相类似                |
| 远迁移               | 情境很少产生交迭，原始概念与迁移概念不相类似          |
| 正向迁移             | 在一种情境下的学习增强不同情境的学习 (+)              |
| 负向迁移             | 在一种情境下的学习阻挠或延误不同情境的学习 (+)        |
| 垂直迁移（纵向迁移） | 前一个主题的知识是学习新知识必不可少的 (++)           |
| 水平迁移（横向迁移） | 前一个主题的知识不是必要的，但有利于新课题的学习 (++) |
| 文字迁移             | 完整的知识迁移到新的任务                              |
| 形象迁移（Figural）  | 使用一般知识的一些方面来思考或学习一个问题            |
| 低階遷移             | 熟练的技能几乎是自动的方式发生迁移                    |
| 高階遷移             | 迁移涉及有意识地将情境之间的连接进行抽象化            |
| 顺向遷移             |                                                       |
| 逆向遷移             |                                                       |

(+) 克里和麦考利（2000）。 
(++) 奥姆罗德（2004年）。
学习迁移 - 在一个地方所学的技能、知识与态度对另一个学习的影响，它可以加快学习的速度。 （艾尔德2007）